# Krupiec (obwód rówieński)
Krupiec (ukr. Крупець/Krupeć) – wieś w obwodzie rówieńskim, w rejonie radziwiłłowskim.
Znajduje się tu przystanek kolejowy 58 km, położony na linii Lwów – Zdołbunów.
18 grudnia 1688 w Krupcu Stanisław Cetner, podkomorzy krzemieniecki, wraz ze swoją żoną odstąpił i darował klasztorowi oo. dominikanów w Podkamieniu 2000 złp., których od arędarza poryckiego Abrahama Szmujłowicza sam odebrać nie mógł.
Dawniej istniała gmina Krupiec.